# 博托沙尼
博托沙尼（羅馬尼亞語：Botoșani）是位於羅馬尼亞北部的一個城市。博托沙尼縣的縣府所在地。博托沙尼是一個文化名人輩出的城市，羅馬尼亞著名詩人米哈伊·愛明內斯庫就是博托沙尼出身。

## 姊妹城市
- 布列斯特，白俄羅斯
- 拉瓦勒，加拿大